# Communauté de communes du Pays de la Saône Vosgienne
La communauté de communes du Pays de la Saône Vosgienne est une ancienne communauté de communes française, située dans le département des Vosges en région Grand Est.

## Histoire
Le 26 novembre 2009, la commune de Lignéville intègre la structure intercommunale.
La communauté fusionne avec deux autres EPCI pour former la communauté de communes des Vosges Côté Sud Ouest au 1er janvier 2017.

## Composition
Elle était composée de 19 communes :
| Nom                          | Code Insee | Gentilé         | Superficie (km2) | Population (dernière pop. légale) | Densité (hab./km2) |
| ---------------------------- | ---------- | --------------- | ---------------- | --------------------------------- | ------------------ |
| Monthureux-sur-Saône (siège) | 88310      | Monthurolais    | 19,02            | 854 (2014)                        | 45                 |
| Ameuvelle                    | 88007      | Ameuvellois     | 5,56             | 53 (2014)                         | 9,5                |
| Bleurville                   | 88061      | Bleurvillois    | 20,25            | 353 (2014)                        | 17                 |
| Châtillon-sur-Saône          | 88096      | Châtillonnais   | 9,21             | 138 (2014)                        | 15                 |
| Claudon                      | 88105      | Claudonnais     | 21,72            | 219 (2014)                        | 10                 |
| Dombrot-le-Sec               | 88140      | Dombriciens     | 18,89            | 373 (2014)                        | 20                 |
| Fignévelle                   | 88171      | Fignévellois    | 4,40             | 49 (2014)                         | 11                 |
| Gignéville                   | 88199      | Gignévillois    | 5,58             | 78 (2014)                         | 14                 |
| Godoncourt                   | 88208      | Godoncourtois   | 11,38            | 136 (2014)                        | 12                 |
| Grignoncourt                 | 88220      | Grignoncourtois | 5,41             | 38 (2014)                         | 7                  |
| Lignéville                   | 88271      | Lignévillois    | 12,53            | 315 (2014)                        | 25                 |
| Lironcourt                   | 88272      | Lironcourtois   | 4,84             | 74 (2014)                         | 15                 |
| Martinvelle                  | 88291      | Martinvillois   | 24,73            | 121 (2014)                        | 4,9                |
| Nonville                     | 88330      | Nonvillois      | 8,91             | 203 (2014)                        | 23                 |
| Regnévelle                   | 88377      | Regnévellois    | 8,62             | 128 (2014)                        | 15                 |
| Saint-Julien                 | 88421      |                 | 14,11            | 121 (2014)                        | 8,6                |
| Les Thons                    | 88471      |                 | 10,09            | 114 (2014)                        | 11                 |
| Tignécourt                   | 88473      | Tignécourtois   | 18,97            | 114 (2014)                        | 6                  |
| Viviers-le-Gras              | 88517      | Vivarois        | 9,04             | 186 (2014)                        | 21                 |

## Administration
Le Conseil communautaire est composé de 40 délégués, dont 4 vice-présidents.
| Période                                  | Période | Identité      | Étiquette | Qualité                                                                                           |
| ---------------------------------------- | ------- | ------------- | --------- | ------------------------------------------------------------------------------------------------- |
| Les données manquantes sont à compléter. |         |               |           |                                                                                                   |
|                                          | 2016    | Alain Roussel |           | Maire de Claudon (depuis 1995) Conseiller général du canton de Monthureux-sur-Saône (depuis 1998) |